# 龙潭镇 (博白县)
龙潭镇，是中华人民共和国广西壮族自治区玉林市博白县下辖的一个乡镇级行政单位。

## 行政区划
龙潭镇下辖以下地区：
龙潭街社区、大安村、东岸村、寨觉村、蕉林村、坡头村、南坡村、兴华村、长岭村、茅坡村、白树村、高山村、那薄村、田面村和广西北部湾经济区玉林龙潭产业园社区。